# Odalmelech
Odalmelech ist eine prähistorische Steinstele in Form eines Gesichts. Sie gibt auch dem umgebenden Garten mit weiteren behauenen Steinen in Melekeok auf der Insel Babelthuap, Palau den Namen. Sie stellt vermutlich einen Gott-König dar.
Das Monument wurde 1976 in das National Register of Historic Places der Vereinigten Staaten aufgenommen.

## Legende
Nach der Legende befahl Odalmelech eines Abends seinen steinernen Truppen eine große Festung anzulegen („Belura delngobel“). Sie brachten große Riffsteine und begannen an der Nordostseite des Dorfes, doch als der Morgen anbrach und Odalmelech sah, dass sie die Arbeit nicht zeitig vollenden würden, wurde er wütend, rief seine Truppen zusammen und sprach zu ihnen über die Schmach von der Morgensonne bei der Arbeit angetroffen zu werden. Er befahl den Bauleuten die Monolithen zu hauen und an ihre Stelle zu setzen, dann nahm er seine Mannschaft und verschwand.

## Merkmale
Auf dem privaten Gelände von Mr. Secharuleong befindet sich eine traditionelle Steinplattform, auf welcher der Monolith Odalmelech zusammen mit fünf weiteren Monolithen stand. Der Stein Mengachui wurde entfernt.
Die Steine hatten folgende Namen und Abmessungen:
- Odalmelech – „Gesicht des Gottes Melech“, Höhe: 259 cm, Durchmesser: 109,22 cm
- Iwaiuch – „Heerführer“, Höhe: 266,7 cm, Durchmesser: 109,22 cm
- Orrengschais – „Der Hört und Informiert“, Höhe: 121,92 cm, Durchmesser: 60,69 cm
- Stanch – „Der Aufsteht“, Höhe: 101,6 cm, Durchmesser: 60,69 cm
- Mengachui – „Menschenfresser“, Höhe: 121,92 cm, Durchmesser: 60,69 cm
- Obadebusch – „Herold“, Höhe: 99,6 cm, Durchmesser: 63,5 cm